# جورج هيرنغ
جورج هيرنغ (بالإنجليزية: George Herring)‏ هو لاعب كرة قدم أمريكية أمريكي، ولد في 18 يونيو 1934 في غادسدن في الولايات المتحدة، وتوفي في 7 نوفمبر 1997.

## وصلات خارجية
- جورج هيرنغ على موقع مرجع كرة القدم المحترفة.كوم (الإنجليزية)